# Hitchhiker 2
Hitchhiker 2 – amerykański satelita wywiadu elektronicznego (zbieranie informacji o radarach), typu P-11. Satelita serii Subsatellite Ferret (SSF). Drugorzędnym celem misji były badania naukowe promieniowania korpuskularnego. Wyniesiony z satelitą Corona 72.

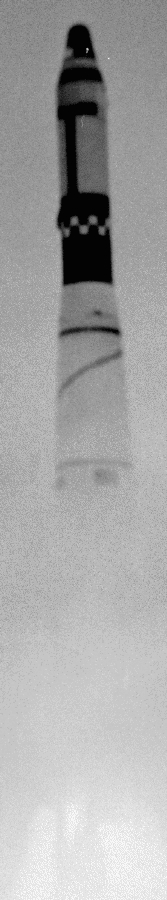
Start rakiety Thor Agena D z satelitami Corona 72 i Hitchhiker 2

Szczegóły misji pozostają utajnione przez Stany Zjednoczone.